# Bunuri mobile din domeniul artă plastică clasate în patrimoniul cultural național al României aflate în județul Neamț
Acestă listă conține bunurile mobile din domeniul artă plastică clasate în Patrimoniul cultural național al României aflate la momentul clasării în județul Neamț.

## Tezaur
| Foto | Informații generale                                                 | Detalii tehnice | Descriere | Deținător                                                     | Legături |
| ---- | ------------------------------------------------------------------- | --- | --- | ------------------------------------------------------------- | -------- |
|      | Interior Autor: Băeșu; Aurel                                        | Datare: 1916 Școală: Școală românească Dimensiuni: 360 X 275 Material: Ulei pe carton                                | Compoziție cu un personaj într-un interior. Personajul este un tânăr plasat în prim plan care stă în fotoliu și citește. În planul doi se află o masă cu o lampă și colțul interiorului decorat cu tablouri. Cromatica este sobră, predominând ocrul și brunurile. | Muzeul de Artă - PIATRA, Neamț                                | Cimec    |
|      | În atelier Autor: Băeșu; Aurel                                      | Datare: 1916 Școală: Școală românească Dimensiuni: 302 X 357 Material: Ulei pe pânză                                 | Compoziția redă atelierul artistului, amenajat într-o mansardă cu fereastra mare, oblică, plasată în stânga. Personajul stă pe scaun la trepiedul care susține pânza. Este lângă fereastră, în profil, cu mâna dreaptă în dreptul figurii ținând pensula și în mâna stângă, paleta. Cromatica este sobră, predominând nuanțele întunecate de brun și violet. Eclerajul pune în valoare personajul cu o zonă puternic luminată. | Muzeul de Artă - PIATRA, Neamț                                | Cimec    |
|      | Portret de femeie Autor: Băeșu; Aurel                               | Datare: Prima jumătate a sec.XX Școală: Școală românească Dimensiuni: 375 X 295 Material: Ulei pe carton             | Lucrarea de pictură este un portret-bust de tânără, privită frontal. Personajul are capul înclinat spre umărul stâng, părul este scurt, negru și poartă o bluză cu gulerul răsfrânt. Cromatica este restrânsă la griuri și ocrruri. Lumina vine din dreapta, modelează figura și umbrește puternic zona stângă. | Muzeul de Artă - PIATRA, Neamț                                | Cimec    |
|      | Portret de bărbat Autor: Băeșu; Aurel                               | Datare: Prima jumătate a sec.XX Școală: Școală românească Dimensiuni: 567 X 440 Material: Ulei pe pânză              | Pictura redă portretul-bust al unui bărbat matur, întins pe pat, cu capul sprijinit pe mâna dreaptă. Capul este privit frontal și bustul în semiprofil. Personajul are părul grizonat, poartă mustață, ochii sunt negri, privirea pătrunzătoare și este îmbrăcat cu halat de interior, cafeniu. Perna din dreapta este albastră și fundalul, roșu. Lumina pune în valoare figura. | Muzeul de Artă - PIATRA, Neamț                                | Cimec    |
|      | Portret de bărbat Autor: Băeșu; Aurel                               | Datare: Prima jumătate a sec.XX Școală: Școală românească Dimensiuni: 530 X 650 Material: Ulei pe pănză              | Tabloul este un portret de bărbat cu mâini. Personajul este un bărbat matur, redat în interior, stând pe scaun cu mâinile pe genunchi. Este îmbrăcat cu halat cafeniu și în jurul gâtului are o eșarfă albă. Chipul bărbatului este în poziție frontală, ușor înclinat spre stânga, are trăsături regulate, părul castaniu și poartă mustață. Fundalul este întunecat, colorat cu nuanțe de brun. Albul eșarfei și al manșetelor pune în evidență expresivitatea figurii și a mâinilor. | Muzeul de Artă, Piatra Neamț                                  | Cimec    |
|      | Portret de femeie Autor: Băeșu; Aurel                               | Datare: Prima jumătate a sec.XX Școală: Școală românească Dimensiuni: 600 X 500 Material: Ulei pe pănză              | Pictura redă portretul-bust al unei femei tinere, cu capul privit din față și bustul în semiprofil. Personajul are părul castaniu prins la spate și poartă o rochie gri cu jachetă verde. Cromatica este dominată de efectul luminii care vine din spate. În fundal sunt nuanțe strălucitoare de galben și griuri reci, deschise. | Muzeul de Artă - PIATRA, Neamț                                | Cimec    |
|      | Portret de bărbat Autor: Băeșu; Aurel                               | Datare: Prima jumătate a sec.XX Școală: Școală românească Dimensiuni: 525 X 440 Material: Ulei pe carton             | Portretul-bust este al unui bărbat matur, privit din față, cu capul aplecat ușor spre umărul drept. Personajul poartă pălărie, un costum brun, guler alb și cravată iar pe umeri, o haină cu guler de blană. Bărbatul are mustăți și barbă. Fundalul este azuriu, foarte luminos în jurul chipului. | Muzeul de Artă - PIATRA, Neamț                                | Cimec    |
|      | Portret de femeie Autor: Băeșu; Aurel                               | Datare: Prima jumătate a sec.XX Școală: Școală românească Dimensiuni: 556 X 457 Material: Ulei pe carton             | Portretul redă bustul unei femei tinere în poziție semiprofil-stânga cu capul și privirea îndreptate spre privitor. Personajul are fața ovală, părul șaten închis, scurt și ondulat, sprâncenele arcuite, ochii mari, albaștri. Poartă o jachetă violet deschis, ușor descheiată, lăsând să se vadă bluza albă, decoltată. Fundalul este luminos, cu nuanțe de violet. Cromatica are contraste între culorile calde ale carnației și celelalte culori. | Muzeul de Artă - PIATRA, Neamț                                | Cimec    |
|      | Portret de bărbat Autor: Băeșu; Aurel                               | Datare: 1916 Școală: Școală românească Dimensiuni: 655 X 552 Material: Ulei pe pănză                                 | Portreul este pictat în manieră academică și prezintă bustul unui bărbat matur în semiprofil-dreapta. Personajul are fruntea înaltă, părul castaniu, mustață și barbă. Poartă un costum brun care îi pune în valoare figura. Fundalul este întunecat. | Muzeul de Artă - PIATRA, Neamț                                | Cimec    |
|      | Portret de femeie Autor: Băeșu; Aurel                               | Datare: 1918 Școală: Școală românească Dimensiuni: 405 x 505 Material: Ulei pe pănză                                 | Pictura redă portretul-bust în semiprofil-stânga al unei femei tinere. Personajul are fața prelungă, părul ondulat strâns la spate și poartă o ie albă, decoltată care îi pune în evidență gâtul lung. Fundalul colorat cu griuri neutre este luminat ca o aură în jurul chipului. | Muzeul de Artă, Piatra Neamț                                  | Cimec    |
|      | Flori și fructe Autor: Băeșu; Aurel                                 | Datare: 1914 Școală: Școală românească Dimensiuni: 335 x 622 Material: Ulei pe pănză                                 | Lucrarea este o compoziție pe orizontală cu obiecte, fructe și flori. În primul plan, pe o masă sunt câteva prune, mere și coarne revărsate din cele două farfurii albe așezate simetric în planul doi. În spatele lor se află un vas din ceramică, ocru auriu cu flori de grădină, albe, albastre și câteva roșii. Fundalul este ocru nuanțat. | Muzeul de Artă - PIATRA, Neamț                                | Cimec    |
|      | Casdă din Fălticeni Autor: Băeșu; Aurel                             | Datare: 1917 Școală: Școală românească Dimensiuni: 245 X 335 Material: Ulei pe carton                                | Peisajul redă imaginea însorită a unei zile de vară la periferia târgului Fălticeni. În primul plan se află drumul prăfuit și gardul rar din scânduri. Trunchiul unui copac își deschide coroana în zona de sus a tabloului. În planul doi întrezărim o casă sărăcăcioasă cu acoperișul străpuns de hornul înalt. Cromatica este dominată de griuri reci, azurii în alternanță cu ocruri deschise, grizate. | Muzeul de Artă - PIATRA, Neamț                                | Cimec    |
|      | PORTRETUL UNUI OSTAȘ Autor: Băeșu; Aurel                            | Datare: 1916 Școală: Școală românească Dimensiuni: 463 X 332 Material: Pastel pe carton                              | Portretul este bustul unui ostaș îmbrăcat în uniformă militară albastră. Tânărul este blond, are ochii albaștri și părul ondulat. Fundalul tabloului este colorat cu nuanțe deschise de albastru, având o lumină caldă în stânga figurii. | Muzeul de Artă - PIATRA, Neamț                                | Cimec    |
|      | ȚĂRANCĂ TORCÂND Autor: Băeșu; Aurel                                 | Datare: 1914 Școală: Școală românească Dimensiuni: 520 X 412 Material: Ulei pe pănză                                 | Compoziție cu un personaj - o bătrână care toarce. Lucrarea este un portret cu mâini, semiprofil-stânga. Capul femeii este acoperit cu basma, ochii privesc spre mâinile care torc. Cromatica este caldă, cu valori de ocru, sienna, brun și alb nuanțat. | Muzeul de Artă - PIATRA, Neamț                                | Cimec    |
|      | Peisaj de munte cu flori de câmp și maci Autor: Băeșu; Aurel        | Datare: 1926 Școală: Școală românească Dimensiuni: 275 X 350 Material: Ulei pe carton                                | Peisajul redă o imagine surprinsă pe o pajiște situată la poalele munților, într-o zi de vară. În primul plan se află vegetația multicoloră cu detalii pe florile de câmp, în planul al doilea sunt șiruri paralele de munți. Cerul senin ocupă o treime din tablou. Culorile sunt vii în planul apropiat cu accente de roșu pe macii de câmp și grizate în zonele redate în perspectivă. | Muzeul de Artă - PIATRA, Neamț                                | Cimec    |
|      | Portret de femeie Autor: Băeșu; Aurel                               | Datare: Prima jumătate a sec. XX Școală: Școală românească Dimensiuni: 465 X 370 Material: Ulei pe carton            | Portret-bust de femeie în poziție semiprofil-dreapta cu fața și privirea înspre privitor. Personajul are părul castaniu închis, prins la spate, fața ovală și ochii mari, căprui. Poartă o bluză gri cu guler alb, răsfrânt. Fundalul tabloului este luminos, colorat cu griuri reci, albăstrui. Expresia personajului este surâzătoare. | Muzeul de Artă - PIATRA, Neamț                                | Cimec    |
|      | SEARA DE MUZICĂ Autor: Băeșu; Aurel                                 | Datare: Prima jumătate a sec.XX Școală: Școală românească Dimensiuni: 616 X 689 Material: Ulei pe carton             | Lucrarea este o compoziție cu două personaje plasate într-un interior. În primul plan, spre stânga se află o lampă cu picior înalt, al cărei abajur roșu iese din cadru, colțul unei mese și un taburet acoperit cu draperie roșie. În planul doi-stânga sunt plasate două tinere, una privită din profil care stă pe scaun și cântă la pian, cealaltă, în picioare, este privită din spate. În același plan se află pianul acoperit cu o draperie albă. Fundalul este peretele cu lăicer în partea de jos și trei tablouri în partea superioară. Cromatica este cu dominantă de roșu. Lampa luminează zona unde se petrece acțiunea. | Muzeul de Artă - PIATRA, Neamț                                | Cimec    |
|      | Portret de fată Autor: Băeșu; Aurel                                 | Datare: 1923 Școală: Școală românească Dimensiuni: 520 X 455 Material: Ulei pe carton                                | Portretul redă bustul în semiprofil-stânga al unei tinere, pictată în plein-air. Fata are capul înclinat ușor spre dreapta, părul blond, ochii albaștri, gura cu buze cărnoase. Poartă o bluză albă cu motive albastre. Fundalul este verde întunecat cu zone de ocru-galben. Lumina care vine din dreapta lasă pete pe chip, vestimentație și vegetație. | Muzeul de Artă - PIATRA, Neamț                                | Cimec    |
|      | Natură moartă cu ceramică și flori Autor: Băeșu; Aurel              | Datare: Prima jumătate a sec.XX Școală: Școală românească Dimensiuni: 402 X 503 Material: Ulei pe carton             | Compoziție cu flori de grădină și ceramică populară. Florile sunt așezate în primul plan pe o draperie albastră cu motive geometrice care acoperă o masă și fundalul. În centrul tabloului sunt grupate trei vase ceramice - o ulcică răsturnată, una în picioare și un vas mare, sferic. Cromatica este contrastantă, între complementarele albastru și orange-galben și violet. | Muzeul de Artă - PIATRA, Neamț                                | Cimec    |
|      | Peisaj câmpenesc Autor: Băeșu; Aurel                                | Datare: 1916 Școală: Școală românească Dimensiuni: 350 X 501 Material: Ulei pe pânză                                 | Peisaj cu forme de relief colinare - pășuni ce ocupă două treimi din tablou, privite în perspectivă, având direcții oblice alternative, întrerupte de câțiva arbuști. Cromatica este caldă, însorită, predominând nuanțele de verde, ocru și albastru deschis. | Muzeul de Artă - PIATRA, Neamț                                | Cimec    |
|      | PEISAJ CU CASĂ Autor: Băeșu; Aurel                                  | Datare: 1914 Școală: Școală românească Dimensiuni: 218 X 368 Material: Ulei pe pânză                                 | Peisajul redă în perspectivă o stradă care pleacă de la marginea de jos a tabloului cu case specifice unui târg moldav. Centrul de interes îl reprezintă casa din dreapta care are cerdac la fațada principală cu scări ce urcă din stradă. Cromatica este grizată cu nuanțe deschise de ocru, albastru, roșu, verde. | Muzeul de Artă - PIATRA, Neamț                                | Cimec    |
|      | Peisaj de țară Autor: Băeșu; Aurel                                  | Datare: Prima jumătate a sec.XX Școală: Școală românească Dimensiuni: 223 X 354 Material: Ulei pe pânză              | Peisaj de țară cu coline care ocupă jumătate din spațiul tabloului, cealaltă jumătate fiind cerul cu nori albi. În stânga se află o casă țărănească al cărei acoperiș se ridică deasupra liniei orizontului și din colțul stâng, un drum de țară taie oblic spre dreapta, compoziția. Pe drum, în centrul tabloului sunt plasate două figuri - o femeie care vine spre privitor și un bărbat ce mână două vaci, priviți din spate. Cromaica este caldă, predominând nuanțele deschise de ocru și verde. | Muzeul de Artă - PIATRA, Neamț                                | Cimec    |
|      | Ruine din Italia Autor: Băeșu; Aurel                                | Datare: Prima jumătate a sec.XX Școală: Școală românească                                                            | Peisaj panoramic al unei așezări urbane din Italia. În primul plan, oblic, este redată o coamă de deal cu case și multă vegetație. În planul doi se află un oraș medieval cu construcții așezate piramidal pe un munte. În planul îndepărtat se zăresc culmi muntoase ce coboară spre dreapta cadrului. Cromatica este contrastantă valoric, având centrul tabloului puternic luminat de nuanțele de alb ale clădirilor. Predomină verde, albastru. griurile deschise. | Muzeul de Artă - PIATRA, Neamț                                | Cimec    |
|      | Portret de fată Autor: Băeșu; Aurel                                 | Datare: Prima jumătate a sec.XX Școală: Școală românească Dimensiuni: 390 x 290 Material: Ulei pe carton             | Portretul - medalion redă frontal o fată cu capul puțin înclinat spre dreapta, părul prins cu două funde albe, ochii mari și gura cu buze cărnoase. Are o bluză albă și cu mâna dreaptă ține câțiva trandafiri albi. Cromatica este dominată de griuri cu mult alb, rozuri și ocru. Fundalul este întunecat. | Muzeul de Artă - PIATRA, Neamț                                | Cimec    |
|      | Portret de bărbat Autor: Băeșu; Aurel                               | Datare: 1919 Școală: Școală românească Dimensiuni: 555 X 385 Material: Ulei pe pănză                                 | Portretul redă chipul zâmbitor și bustul unui bărbat matur, plasat spre dreapta cadrului, în semiprofil. Personajul are fruntea înaltă, părul castaniu, scurt, ochii mari și poartă mustață. Haina este cafenie, gulerul cămășii, alb și lavaliera albastră cu motive cafenii. Fundalul brun, întunecat în dreapta, pune în evidență figura. | Muzeul de Artă, Piatra Neamț                                  | Cimec    |
|      | PORTRET DE FEMEIE Autor: Băeșu; Aurel                               | Datare: 1914 Școală: Școală românească Dimensiuni: 300 X 385 Material: Ulei pe pânză                                 | Portretul are ca personaj o tânără privită frontal, cu fața ovală, părul șaten prins la spate, având câteva șuvițe în jurul figurii. Sprâncenele arcuite încadrează ochii cu privirea spre stânga. Poartă o bluză cafenie cu decolteu rotund. Este un portret bust cu o cromatică sobră, având valori de ocru și brun, accentul fiind pus pe lumina care vine din stânga. | Muzeul de Artă - PIATRA, Neamț                                | Cimec    |
|      | În așterptare Autor: Băeșu; Aurel                                   | Datare: Prima jumătate a sec. XX Școală: Școală românească Dimensiuni: 410 X 555 Material: Ulei pe carton            | Tabloul este un peisaj cu un râu cu maluri orizontale și o barcă cu un personaj. În primul plan se află apa limpede a râului cu multe pietre albe care se reflectă în ea, în centru este plasată barca ancorată și femeia care stă pe marginea ei iar în planul următor se află malul opus, țnalt, cu vegetație și case țărănești. Cromatica este restrânsă la câteva culori - albastru, verde, ocru, brun și nuanțele lor. | Muzeul de Artă - PIATRA, Neamț                                | Cimec    |
|      | Portretul Manonei Vorel Stoenescu Autor: Băeșu; Aurel               | Datare: Prima jumătate a sec.XX Școală: Școală românească Dimensiuni: 497 X 575 Material: Ulei pe pânză              | Personajul din tablou este plasat cu bustul în colțul drept al compoziției, sprijinit de trunchiul unui copac. Are capul privit frontal, părul castaniu închis, lăsat pe spate, fața prelungă, ochii mari, căprui. Poartă o bluză roșie cu margine albă în jurul gâtului. Fata este pictată în plein-air, cu un fundal din vegetație și ramuri. Lumina pătrunde printre crengile copacului din stânga, modelând chipul și vestimentația. | Muzeul de Artă - PIATRA, Neamț                                | Cimec    |
|      | Portret de bărbat Autor: Băeșu, Aurel                               | Datare: 1924 Școală: Școală românească Dimensiuni: 240x232 Material: DESEN ÎN CREION PE HÂRTIE                       | Cap de bărbat înclinat spre stânga, sprijinit pe mâna stângă, fața prelungă, fruntea bombată, sprâncene arcuite, ochii umbriți. | Complexul Muzeal Județean Neamț. Muzeul de Artă, Piatra Neamț | Cimec    |
|      | Portret de bărbat Autor: Băeșu, Aurel                               | Datare: 1924 Școală: Școală românească Dimensiuni: 322 x 240 Material: Desen în creion pe hârtie                     | Portret de bărbat - cap privit frontal, trăsăturile feței regulate, ochii mari. Presonajul poartă mustață. | Complexul Muzeal Județean Neamț. Muzeul de Artă, Piatra Neamț | Cimec    |
|      | Portret de femeie și de bărbat Autor: Băeșu, Aurel                  | Datare: 1924 Școală: Școală românească Dimensiuni: 240 x 322 Material: Desen cu tuș negru și laviu pe hărtie         | Compoziție cu două personaje - femeie tânără, plasată în stânga, poziție frontală. Expresia este melancolică. Bărbatul este alături, plasat mai jos, cu capul și bustul în profil - stânga. | Complexul Muzeal Județean Neamț. Muzeul de Artă, Piatra Neamț | Cimec    |
|      | G. T. Kirileanu - Portret Autor: Băeșu, Aurel                       | Datare: 1924 Școală: Școală românească Material: Desen cu tuș negru și laviu pe hârtie                               | Personajul - cărturarul G.T.Kirileanu - este plasat în stânga compoziției, în fotoliu, semiprofil dreapta. Este un portret cu mâini, capul ridicat ușor, expresia visătoare. | Complexul Muzeal Județean Neamț. Muzeul de Artă, Piatra Neamț | Cimec    |
|      | STUDENTUL Autor: VOREL, LASCAR                                      | Datare: 1906 Școală: Școală germană Dimensiuni: 140 X 90 Material: Desen cu tușuri colorate pe carton                | Desenul cu tuș negru cu penița, redă caricatura unui tânăr cu silueta deformată: capul mic, gâtul subțire, talia îngroșată, mâna dreaptă se sprijină de o cârjă. Personajul poartă costum cafeniu și cămașă albă. | Complexul Muzeal Județean Neamț. Muzeul de Artă, Piatra Neamț | Cimec    |
|      | DOMNU * ȘPECTOR Autor: VOREL, LASCAR                                | Datare: 1907 Școală: Școală germană Dimensiuni: 138 X 90 Material: Desen cu creion                                   | Portret de bărbat corpolent, cu capul în semiprofil și corpul în profil, cu mâna stângă la spate, în mâna dreaptă ține un pahar cu vin roșu. Personajul poartă mustață și are în gură o țigaretă. | Complexul Muzeal Județean Neamț. Muzeul de Artă, Piatra Neamț | Cimec    |
|      | Portretul unui tânăr Autor: Băeșu, Aurel                            | Datare: Prima jumătate a sec.XX Școală: Școală românească Dimensiuni: 392 X 290 Material: Ulei pe carton             | Pictura prezintă portretul-bust al unui tânăr în semiprofil-stânga. Personajul are părul blond, ondulat, ochii albaștri, forme rotunjite. Poartă costum brun, guler alb și cravată. Luminozitatea figurii este accentuată de fundalul întunecat. | Complexul Muzeal Județean Neamț. Muzeul de Artă, Piatra Neamț | Cimec    |
|      | Contrast Autor: VOREL, LASCAR                                       | Datare: 1907 Școală: Școală germană Dimensiuni: 90 X145 Material: Desen cu tușuri colorate                           | Patru personaje grupate câte două sunt plasate în peisaj. La marginea stângă a cadrului, în prim-plan, o țărancă și un țăran contrastează prin ținută și atitudine cu doi doi orășeni care pescuiesc pe malul râului din planul îndepărtat. Cromatică luminoasă, tratare decorativă a suprafețelor. | Complexul Muzeal Județean Neamț. Muzeul de Artă, Piatra Neamț | Cimec    |
|      | Serată dansantă Autor: VOREL, LASCAR                                | Datare: 1907 Școală: Școală germană Dimensiuni: 93.X 140 Material: Desen cu tușuri colorate                          | Compoziție cu șapte personaje în ținute de seară. Cinci bărbați în fracuri negre sunt grupați în centrul compoziției, două femei în rochii lungi îi încadrează. Cromatică cu contraste puternice între negru și galben, cu accente de roșu și albastru deschis. | Complexul Muzeal Județean Neamț. Muzeul de Artă, Piatra Neamț | Cimec    |
|      | Un contrast Autor: VOREL, LASCAR                                    | Datare: 1907 Școală: Școală germană Dimensiuni: 90 X 140 Material: Desen cu tuș pe carton                            | Compoziție cu două personaje care stau pe scaune la o masă, într-un bar. Personajul din primul plan este masiv, privit frontal cu fața întunecată de fumul trabucului. Al doilea personaj din planul doi, este autoportretul pictorului cu țigara în mână. | Complexul Muzeal Județean Neamț. Muzeul de Artă, Piatra Neamț | Cimec    |
|      | Autoportret Autor: VOREL, LASCAR                                    | Datare: 1907 Școală: Școală germană Dimensiuni: 140 X 90 Material: Desen cu tușuri colorate pe carton                | Personajul este plasat central, figură întreagă, în mișcare, cu capul acoperit de pălărie, ieșind din cadru, Poartă haine cadrilate și este caricaturizat la proporții și fizionomie. | Complexul Muzeal Județean Neamț. Muzeul de Artă, Piatra Neamț | Cimec    |
|      | La căulă Autor: VOREL, LASCAR                                       | Datare: 1907 Școală: Școală germană Dimensiuni: 140 X 92 Material: Desen cu tușuri colorate pe carton                | Compoziție cu două personaje, unul plasat central, privit din spate, suspendat de o frânghie, celălalt în dreapta, cu capul în profil, având o expresie înfricoșată. Cromatica este realizată cu linii orizontale și verticale colorate și hașuri și contururi cu negru. | Complexul Muzeal Județean Neamț. Muzeul de Artă, Piatra Neamț | Cimec    |
|      | CIMPANZEUL - CANDIDATUL LA ÎNSURĂTOARE Autor: VOREL, LASCAR         | Datare: 1907 Școală: Școală germană Dimensiuni: 141 X 92 Material: Desen cu tușuri colorate pe carton                | Compoziție cu trei personaje în primul plan și alte șase în planul îndepărtat. Autoportretul pictorului Vorel este plasat în stânga, din profil, ținând în mâna stângă o ceașcă. În dreapta, la aceeași masă de cafenea, se află o tânără blondă, în rochie albă și pălărie roșie. Cromatica este restrânsă la verde și galben deschis, puțin roșu, alb și negru. | Complexul Muzeal Județean Neamț. Muzeul de Artă, Piatra Neamț | Cimec    |
|      | Drumul pictorului Autor: VOREL, LASCAR                              | Datare: 1907 Școală: Școală germană Dimensiuni: 141 X 92 Material: Desen cu tușuri colorate pe carton                | Autoportretul pictorului, șarjat. Artistul se redă călcând pe pietre ascuțite, sprijinit de coada unei cazmale. În stânga, același personaj iese din cadru, ducând pe umăr o plasă cu un pește. Figurile sunt conturate cu negru, fondul este galben. | Complexul Muzeal Județean Neamț. Muzeul de Artă, Piatra Neamț | Cimec    |
|      | Uliul - oameni de afaceri Autor: VOREL, LASCAR                      | Datare: 1907 Școală: Școală germană Dimensiuni: 140 X 91 Material: Desen cu tușuri colorate                          | Trei figuri de bărbați, caricaturizate, sunt plasate în treimea superioară a compoziției, pe fond negru. Mâna personajului din mijloc este centru de interes prin expresivitate. | Complexul Muzeal Județean Neamț. Muzeul de Artă, Piatra Neamț | Cimec    |
|      | Pescarii Autor: VOREL, LASCAR                                       | Datare: 1907 Școală: Școală germană Dimensiuni: 112 X 93 Material: Desen cu tușuri colorate                          | Compoziție cu două personaje. În dreapta este plasat autoportretul pictorului cu undița în mână, ridicând peștele din apă. În centru, privit din față, bust, se află al doilea personaj. Acțiunea se desfășoară într-un peisaj cu mal înverzit, râu, munți și mult cer. | Complexul Muzeal Județean Neamț. Muzeul de Artă, Piatra Neamț | Cimec    |
|      | La pescuit Autor: VOREL, LASCAR                                     | Datare: 1907 Școală: Școală germană Dimensiuni: 142 X 90 Material: Desen cu tușuri colorate                          | În centrul compoziției, autoportretul pictorului, caricaturizat, redat în profil-stânga, pe o creangă, deasupra unei ape. Personajul privește spre partenerul de pescuit, plasat la marginea stângă a cadrului. | Complexul Muzeal Județean Neamț. Muzeul de Artă, Piatra Neamț | Cimec    |
|      | Portret de femeie Autor: VOREL, LASCAR                              | Datare: 1903 Școală: Școală germană Dimensiuni: 127 X 290 Material: Desen cu tuș negru pe carton.                    | Compoziție dinamică cu un personaj plasat în diagonală, dreapta-stânga. Portretul bust este al unei tinere surâzătoare, cu capul înclinat spre dreapta, părul în vânt, umerii și decolteul puși în valoare de rochia diafană. | Complexul Muzeal Județean Neamț. Muzeul de Artă, Piatra Neamț | Cimec    |
|      | Peisaj Autor: Băeșu, Aurel                                          | Datare: 1923 Școală: Școală românească Dimensiuni: 318 x 380 Material: Acuarelă pe hârtie                            | Compoziție pe diagonală spre colțul din dreapta - sus. În prim plan, vegetație, în planul doi, forme arhitecturale. Cromatica cu contraste între complementarele verde - roșu. | Complexul Muzeal Județean Neamț. Muzeul de Artă, Piatra Neamț | Cimec    |
|      | Peisaj Autor: Băeșu, Aurel                                          | Datare: 1923 Școală: Școală românească Dimensiuni: 310 x 430 Material: Acuarelă pe hârtie                            | Compoziție cu forme de vegetație și arhitecturale ce redau parcul și vila Lalu din Piatra Neamț. În planul doi, silueta muntelui Cozla urcă oblic spre colțul din dreapta - sus. Cromatica este luminoasă, cu contraste între culori calde și reci. | Complexul Muzeal Județean Neamț. Muzeul de Artă, Piatra Neamț | Cimec    |
|      | Vocea inimii Autor: VOREL, LASCAR                                   | Datare: Prima jumătate a sec.XX Școală: Școală germană Dimensiuni: 235 X 180 Material: Desen cu tușuri colorate      | Compoziție cu două personaje în dialog. Bărbatul din stânga, în profil, stă pe canapea, femeia din dreapta se sprijină cu mâinile pe masă. Cromatică cu nuanțe deschise de roșu, verde și albastru. Linii de contur și hașuri cu tuș negru. | Complexul Muzeal Județean Neamț. Muzeul de Artă, Piatra Neamț | Cimec    |
|      | Prima încercare de gravură Autor: VOREL, LASCAR                     | Datare: 1901 Școală: Școală germană Dimensiuni: 47 X 113 Material: Gravură pe carton                                 | Gravura este plasată în jumătatea de sus a cartonului și reprezintă două schițe despărțite de un chenar vertical pe care este gravat "EX LIBRIS". În stânga este schițat profilul unei tinere cu părul bogat prins în coc pe ceafă, în dreapta sunt elemente figurative cu efecte de lumină și umbră. | Complexul Muzeal Județean Neamț. Muzeul de Artă, Piatra Neamț | Cimec    |
|      | Peisaj cu casă Autor: Băeșu, Aurel                                  | Datare: Prima jumătate a sec.XX Școală: Școală românească Dimensiuni: 223 X 354 Material: Ulei pe pânză              | Lucrarea este un peisaj însorit, cu multă vegetație din zona centrală a Italiei. Centrul de interes este casa albă, monumentală cu fațadele luminate, înconjurată de verdeață. În planul îndepărtat-stânga se zăresc munții, în dreapta este cerul senin. Peisajul este animat de prezența unui personaj în stânga planului apropiat. | Complexul Muzeal Județean Neamț. Muzeul de Artă, Piatra Neamț | Cimec    |
|      | ȚĂRAN ȘEZÂND Autor: Ghiață, Dumitru                                 | Datare: 1928 Școală: Școală românească Dimensiuni: 500 X 350 Material: Desen cu tuș egru pe hărtie                   | Portret de țăran șezând pe bancă, în profil dreapta, cu mâna pe genunchi. Personajul poartă haine populare, pălărie și are mustață. | Complexul Muzeal Județean Neamț. Muzeul de Artă, Piatra Neamț | Cimec    |
|      | ȚĂRĂNCI ODIHNINDU - SE Autor: Ghiață, Dumitru                       | Datare: 1927 Școală: Școală românească Dimensiuni: 350 X 500 Material: Desen cu tuș negru pe hârtie                  | Compoziție cu două țărănci, șezând. În prim-plan sunt plasate o ulcică și un coș, în planul doi, o țărancă cu maramă, redată din profil - stânga, cu mâna dreaptă pe coș iar în planul trei, a doua țărancă, privită frontal, cu capul sprijinit pe mâna dreaptă. | Complexul Muzeal Județean Neamț. Muzeul de Artă, Piatra Neamț | Cimec    |
|      | În atelier Autor: Ressu, Camil                                      | Datare: Prima jum.sec.XX p. Chr. Școală: Școală românească Dimensiuni: 1100x840 Material: Ulei pe panza              | Compoziție cu personaje plasate în interiorul atelierului pictorului. Atitudini, expresii șarjate. Vedere frontala, gama cromatica grizată, sobră, lumina filtrată. | Complexul Muzeal Județean Neamț. Muzeul de Artă, Piatra Neamț | Cimec    |
|      | Peisaj Autor: Catargi, Henri H.                                     | Datare: 1960 Școală: Școală românească Dimensiuni: 995X805 Material: Ulei pe panza                                   | Peisaj cu doi copaci în prim plan în vedere frontală. Orizont plasat la mijlocul tabloului. Gama cromatică cu contraste valorice cald-rece și între complementare. Tușă păstoasă pusă cu cuțitul. | Complexul Muzeal Județean Neamț. Muzeul de Artă, Piatra Neamț | Cimec    |
|      | Flori Autor: Băeșu, Aurel                                           | Datare: Prima jum. a sec. xx Școală: Școală românească modernă Dimensiuni: 460 x 312 Material: Ulei pe carton        | Natură moartă cu flori albe aglomerate în diagonală pe fondul întunecat al tabloului și pe orizontală în primul plan. Buchetul este plasat într-un vas alb, ceramic. Cromatica dominată de griuri calde și reci, închise și deschise. | Complexul Muzeal Județean Neamț. Muzeul de Artă, Piatra Neamț | Cimec    |
|      | Plutași pe Bistrița Autor: VOREL, LASCAR                            | Datare: Prima jum. Sec XX p.Chr. Școală: Școală din Europa occidentală Dimensiuni: 405x350 Material: Ulei pe carton  | Compoziție cu șase personaje în peisaj. Gama cromatică rece cu accente complementare. | Complexul Muzeal Județean Neamț. Muzeul de Artă, Piatra Neamț | Cimec    |
|      | Portret de femeie Autor: VOREL, LASCAR                              | Datare: Prima jum.sec.XX p.Chr. Școală: Școală din Europa occidentală Dimensiuni: 487x350 Material: Ulei pe carton   | Femeie tânără cu bustul și gâtul alungit. Tratare stilizată, decorativă. Cromatică cu contraste între complementarele albastru-oranj, verde-roșu. | Complexul Muzeal Județean Neamț. Muzeul de Artă, Piatra Neamț | Cimec    |
|      | CARTOFORII Autor: VOREL, LASCAR                                     | Datare: Prima jum.sec.XX p.Chr. Școală: Școală din Europa occidentală Dimensiuni: 325X250 Material: Guasa pe carton  | Compoziție statică, simetrică, cu patru personaje. Cromatica cu tonalități alb-negru. | Complexul Muzeal Județean Neamț. Muzeul de Artă, Piatra Neamț | Cimec    |
|      | BARUL Autor: VOREL, LASCAR                                          | Datare: Prima jum.sec.XX p.Chr. Școală: Școală din Europa occidentală Dimensiuni: 275x250 Material: Guasa pe carton  | Compoziție dinamică, deschisă cu șase personaje. Cromatică cu tonuri alb-negru. | Complexul Muzeal Județean Neamț. Muzeul de Artă, Piatra Neamț | Cimec    |
|      | Final Autor: VOREL, LASCAR                                          | Datare: Prima jum. Sec. XX p.Ch. Școală: Școală din Europa occidentală Dimensiuni: 345x250 Material: Guasa pe carton | Compoziție dinamică cu trei personaje în poziții de dans. Accent pe expresivitatea gesturilor și a figurilor. Cromatică cu tonalități alb-negru. | Complexul Muzeal Județean Neamț. Muzeul de Artă, Piatra Neamț | Cimec    |
|      | Casa cu meri înfloriți Autor: Băeșu, Aurel                          | Datare: Prima jum. Sec XX p.Chr. Școală: Școală românească Dimensiuni: 707x518 Material: Ulei pe carton              | Peisaj rural cu casă tradițională. În prim plan-doi copaci înfloriți. Cromatică cu contraste între culori calde și reci și culori închise și deschise. Tușa spontană. | Complexul Muzeal Județean Neamț. Muzeul de Artă, Piatra Neamț | Cimec    |
|      | Crâng - peisaj Autor: Băeșu, Aurel                                  | Datare: Prima jum. Sec. xx Școală: Școală românească modernă Dimensiuni: 225 x 335 Material: Ulei pe carton          | Compoziție dominată de trunchiul ramificat, cu vegetație bogată, al unui copac plasat în prim-plan. În planul doi, pe diagonală se află o pădure tânără, scăldată în lumină. Cromatica este predominant rece, cu nuanțe de verde. | Complexul Muzeal Județean Neamț. Muzeul de Artă, Piatra Neamț | Cimec    |
|      | NUD DE FEMEIE Autor: Băeșu, Aurel                                   | Datare: 1915 Școală: Școală românească Dimensiuni: 615 x415 Material: Pastel pe hartie                               | Nud de femeie dormind pe un pat acoperit cu draperie albă. Fundalul întunecat subliniază conturul formelor anatomice. Cromatica restrânsă, accente cu hașuri. | Complexul Muzeal Județean Neamț. Muzeul de Artă, Piatra Neamț | Cimec    |
|      | Ulcica cu clopoței Autor: Băeșu, Aurel                              | Datare: Prima jum. Sec.xx Școală: Școală românească modernă Dimensiuni: 595 x396 Material: Ulei pe panza             | Flori în nuanțe de mov ocupă 2/3 din suprafața tabloului. Buchetul stă într-o ulcică din lut cu toartă, plasată pe o draperie. Cromatica rece, întunecată. | Complexul Muzeal Județean Neamț. Muzeul de Artă, Piatra Neamț | Cimec    |
|      | Valea Rinului Autor: Stahi, Costantin Daniel                        | Datare: 1903 Școală: Școală germană Dimensiuni: 310 x 485 Material: Ulei pe panza de in                              | Peisaj din perspectivă frontală cu un râu în prim-plan, vegetație în stânga și în dreapta și masiv muntos în fundal. Gama cromatică este rece, formele au multe detalii, lumina are contraste puternice. | Complexul Muzeal Județean Neamț. Muzeul de Artă, Piatra Neamț | Cimec    |
|      | Peisaj urban Autor: Băeșu, Aurel                                    | Datare: Prima jum.sec.XX p. Chr. Școală: Școală românească Dimensiuni: 605x497 Material: Ulei pe pinza               | Peisaj cu case cu prăvălii la stradă. În prim plan stânga se află un vânzător ambulant. Perspectivă plonjantă. Cromatică cu acorduri între griuri calde și reci, deschise. | Complexul Muzeal Județean Neamț. Muzeul de Artă, Piatra Neamț | Cimec    |
|      | Grădinarul Autor: Stahi, Costantin Daniel                           | Datare: 1881 Școală: Școală germană Dimensiuni: 495 x 610 Material: Ulei pe panza                                    | Portretul unui bătrân șezând pe scaun cu paharul de vin în mâna dreaptă și cu cea stângă ținând în gură un ciubuc. Culoarea redă materialitatea formelor -carnația, îmbrăcămintea, sticla, etc. | Complexul Muzeal Județean Neamț. Muzeul de Artă, Piatra Neamț | Cimec    |
|      | Natură moartă cu cărți, albume, lupă Autor: Stahi, Costantin Daniel | Datare: 1894 Școală: Școală germană Dimensiuni: 765 x 345 Material: Ulei pe panza                                    | Compoziție pe orizontală cu un album de artă deschis, în stânga tabloului, iar în partea dreaptă, două cărți roșii. Între ele este plasat un voal transparent. Pe albumul deschis se află o lupă și în fundal, în dreapta, o fotografie. | Complexul Muzeal Județean Neamț. Muzeul de Artă, Piatra Neamț | Cimec    |
|      | Natură statică - pere galbene Autor: Stahi, Costantin Daniel        | Datare: 1916 Școală: Școală germană Dimensiuni: 545 x 295 Material: Ulei pe panza                                    | Compoziție orizontală cu zece pere și două mere așezate pe o masă. Cromatica dominant caldă. Primul plan este luminat frontal, fundalul este întunecos. | Complexul Muzeal Județean Neamț. Muzeul de Artă, Piatra Neamț | Cimec    |
|      | Cafeneaua - Mangalia Autor: Tonitza, Nicolae                        | Datare: Prima jum.sec.XXp.Chr. Școală: Școală românească Dimensiuni: 500 x 410 Material: Ulei pe panza               | Compoziție închisă cu perspectiva liniară subliniată de liniile de fugă ale mesei din primul plan, ale curții interioare din planul doi și străzii cu ieșire la mare din ultimul plan. Cromatica cu contraste între culori calde și reci. | Complexul Muzeal Județean Neamț. Muzeul de Artă, Piatra Neamț | Cimec    |
|      | Balcic Autor: ȘIRATO, FRANCISC                                      | Datare: Prima jum. Sec. XX p.Chr. Școală: Școală românească Dimensiuni: 350 x420 Material: Ulei pe carton            | Compoziție cu centrul de interes în planul doi, pe dealul alb, calcaros. Cromatică cu contraste puternice între culori închise și deschise. | Complexul Muzeal Județean Neamț. Muzeul de Artă, Piatra Neamț | Cimec    |
|      | Studiu Autor: Tonitza, Nicolae                                      | Datare: 1934 Școală: Școală românească Dimensiuni: 170 x 250 Material: Guașa pe carton                               | Compoziție cu figură întreagă - femeie șezând în profil. Personajul este plasat în cadru natural, un peisaj dobrogean. Silueta se detașează clar prin cromatica vestimentației. | Complexul Muzeal Județean Neamț. Muzeul de Artă, Piatra Neamț | Cimec    |
|      | CADIE Autor: Tonitza, Nicolae                                       | Datare: 1934 Școală: Școală românească Dimensiuni: 240 x 200 Material: Tuș negru si sepia pe hartie                  | Portret de fată orientală, șezând pe scaun, cu capul sprijinit de mâna dreaptă și mâna stângă așezată pe masă. | Complexul Muzeal Județean Neamț. Muzeul de Artă, Piatra Neamț | Cimec    |
|      | Peisaj cu case Autor: ȘIRATO, FRANCISC                              | Datare: 1934 Școală: Școală românească Dimensiuni: 258 x 195 Material: Pastel pe hartie                              | Peisaj cu case pe malul mării, plasate pe marginea dreaptă a străzii ce coboară spre plajă. Cromatica cu raporturi cald-rece și complementare albastru-oranj. | Complexul Muzeal Județean Neamț. Muzeul de Artă, Piatra Neamț | Cimec    |
|      | BARCI CU PANZE Autor: POPESCU, STEFAN                               | Datare: 1923 Școală: Școală românească Dimensiuni: 500x655 Material: Ulei pe panza                                   | Peisaj marin cu centrul de interes în mijlocul compoziției, plasat pe trei bărci cu pânze. Cromatica dominată de griuri calde și reci. | Complexul Muzeal Județean Neamț. Muzeul de Artă, Piatra Neamț | Cimec    |
|      | Deceneu Autor: Jalea, Ion                                           | Datare: Prima jum. sec.XX p.Chr. Școală: Școală românească Dimensiuni: 358 x 240 x 200 Material: Bronz               | Figură întreagă de bărbat cu barbă, vârstnic, cu mâinile ținând un toiag și picioarele încrucișate. Poartă o mantie lungă și opinci. Suprafața sculpturii este vibrată. Lucrarea are caracter monumental. | Complexul Muzeal Județean Neamț. Muzeul de Artă, Piatra Neamț | Cimec    |
|      | Studiu - soția artistului Autor: Ghiață, Dumitru                    | Datare: A doua jum.sec.XX p. Chr. Școală: Școală românească Dimensiuni: 270 x 350 Material: Ulei pe carton           | Portretul soției artistului în semiprofil-stânga, capul ușor aplecat, acoperit cu bereta. În jurul gâtului are o eșarfă roșie cu motive verzi. Culorile reci din fond evidențiază tenul cald și eșarfa. | Complexul Muzeal Județean Neamț. Muzeul de Artă, Piatra Neamț | Cimec    |
|      | Caiet Autor: Băeșu, Aurel                                           | Datare: 1916 Școală: Școală românească modernă Dimensiuni: 170 x120 Material: Creion si tus pe hartie                | Caiet cu 106 schițe documentare - portrete de bărbați și femei, capete de expresie, schițe de mișcare, peisaje. | Complexul Muzeal Județean Neamț. Muzeul de Artă, Piatra Neamț | Cimec    |
|      | Peisaj pe valea Bistriței Autor: Baba, Corneliu                     | Datare: Prima jum. Sec.XX p.Chr. Școală: Școală românească Dimensiuni: 880 x 630 Material: Ulei pe carton            | Compoziție pe orizontală cu Fabrica de carrtoane "Comuna din Paris". În planul doi muntele Cernegura se profilează monumental pe cerul cu nori. Cromatica dominant verde grizat și nuanțe de ocru. | Complexul Muzeal Județean Neamț. Muzeul de Artă, Piatra Neamț | Cimec    |
|      | Victor Brauner Autor: Iancu, Marcel                                 | Datare: Prima jum.sec.XX p.Chr. Școală: Școală franceză Dimensiuni: 510 x 712 Material: Ulei pe carton               | Portretul pictorului Victor Brauner în semiprofil-dreapta, părul tuns scurt, ochii mari, negri. Figura este pusă în valoare de albul cămășii, puloverul negru și fondul albastru, vibrat. | Complexul Muzeal Județean Neamț. Muzeul de Artă, Piatra Neamț | Cimec    |

## Fond
| Foto | Informații generale                                     | Detalii tehnice | Descriere | Deținător                                                     | Legături |
| ---- | ------------------------------------------------------- | --- | --- | ------------------------------------------------------------- | -------- |
|      | Fetiță cu păpușă Autor: Ștefan Dimitrescu               | Datare: 1926-1928 Școală: școală românească Dimensiuni: 60 x 50 cm Material: ulei pe carton; pictare                     | Portretul unei fetițe, cu păpușa în brațe, rezemată de un perete, între cadrul unei uși și o haină agățată în cuier. Semnat dreapta jos cu negru: St. Dimitrescu. | Colecție particulară, Piatra Neamț                            | Cimec    |
|      | Popas Autor: Emil Volkers                               | Școală: școală germană Dimensiuni: 56,5 x 87,5 cm Material: ulei pe pânză; pictare                                       | Scenă de gen în fața unui han din Câmpulung, în stânga țărani și în dreapta țigani. Femeia este îmbrăcată în costum de Muscel, cu ie brodată cu roșu și fotă cu motive albastre. Țiganii joacă ursul. Semnat stânga jos, cu brun: E. Volkers.                                 | Colecție particulară, Piatra Neamț                            | Cimec    |
|      | Peisaj din Hersching Am Amersee I Autor: VOREL, LASCAR  | Datare: 17.08.1916 Școală: Școală germană Dimensiuni: 106 X180 Material: Creion pe hârtie.                               | Vederea stațiunii balneare cu râul Amersee în prim-plan, debarcader și pavilioane în planul doi și vegetație în ultimul plan. | Complexul Muzeal Județean Neamț. Muzeul de Artă, Piatra Neamț | Cimec    |
|      | Peisaj din Hersching Am Amersee II Autor: VOREL, LASCAR | Datare: 1916 Școală: Școală germană Dimensiuni: 103 X 178 Material: Creion pe hârtie                                     | Peisajul redă vederea râului Amersee pe malul căruia se situează localitatea balneară Hersching. Apa ocupă două treimi din compoziție, pe suprafața ei plutind o barcă cu pânze. În planul îndepărtat sunt schițate forme de relief și arhitecturale.                         | Complexul Muzeal Județean Neamț. Muzeul de Artă, Piatra Neamț | Cimec    |
|      | Mama - portretul mamei Autor: VOREL, LASCAR             | Datare: Prima jumătate a sec.XX Școală: Școală germană Dimensiuni: 180 X 150 Material: Desen în creion pe hârtie         | Portret de femeie - bust, în poziție profil - stânga. Capul este aplecat, părul rulat spre creștet, trăsaturile sunt reulate, expresia figurii este concentrată. Personajul poartă eșarfă la gât.                                                                             | Complexul Muzeal Județean Neamț. Muzeul de Artă, Piatra Neamț | Cimec    |
|      | Tata - portretul tatei Autor: VOREL, LASCAR             | Datare: 9.09.1911 Școală: Școală germană Dimensiuni: 120 X 75 Material: Desen în creion pe hărtie                        | Portret de bărbat în semiprofil - dreapta, cu mâna dreaptă răsfoind o carte. Capul este aplecat, privirea îndreptată spre carte. Personajul poartă mustață și ține o țigară în gură.                                                                                          | Complexul Muzeal Județean Neamț. Muzeul de Artă, Piatra Neamț | Cimec    |
|      | Dialogul contrastelor Autor: VOREL, LASCAR              | Datare: Prima jumătate a sec.XX Școală: Școală germană Dimensiuni: 140 X 92 Material: Desen cu tușuri colorate pe carton | Compoziție cu două personaje. În centru este plasat un bărbat masiv, îmbrăcat în negru, cu joben și baston sub brațul drept. În stânga spațiului plastic se află o tânără firavă, desculță, cu bluză roșie și fustă verde. Contraste puternice între forme, valori și culori. | Complexul Muzeal Județean Neamț. Muzeul de Artă, Piatra Neamț | Cimec    |
|      | Portret de copil Autor: Băeșu, Aurel                    | Datare: Prima jumătate a sec.XX Școală: Școală românească Dimensiuni: 300 X 405 Material: Pastel pe hârtie               | Portretul redă chipul unui copil cu părul blond, fața prelungă, ochii mari, albaștri, buzele subțiri. Bluza cu dungi albastre, verticale, pune în valoare culoarea pielii. Expresia personajului este de tristețe.                                                            | Complexul Muzeal Județean Neamț. Muzeul de Artă, Piatra Neamț | Cimec    |
|      | COMPOZIȚIE CU PERSONAJE Autor: Stahi, Costantin Daniel  | Datare: A doua jumătate a sec. X I X Dimensiuni: 260 X 203 Material: Gravură în burin                                    | Compoziție cu două personaje plasate la o masă pregătită pentru dejun. În primul plan, o femeie elegantă ține în mâna stângă un pahar cu vin. În planul doi, cu capul apropiat de cel al femeii, se află un băbat cu o expresie curtenitoare. Decorul este somptuos.          | Complexul Muzeal Județean Neamț. Muzeul de Artă, Piatra Neamț | Cimec    |